# Woomera Aerodrome
Woomera Aerodrome är en flygplats i Australien. Den ligger i den centrala delen av landet, norr om orterna Pimba och Woomera (6,4 km söder ut). Woomera Aerodrome ligger 167 meter över havet.
Terrängen runt Woomera Aerodrome är platt.
Omgivningarna runt Woomera Aerodrome är i huvudsak ett öppet busklandskap och öken.